# Alte Schönhauser Straße
Die Alte Schönhauser Straße ist eine kurze Straße in Berlin-Mitte in der Spandauer Vorstadt.

## Lage und Verlauf

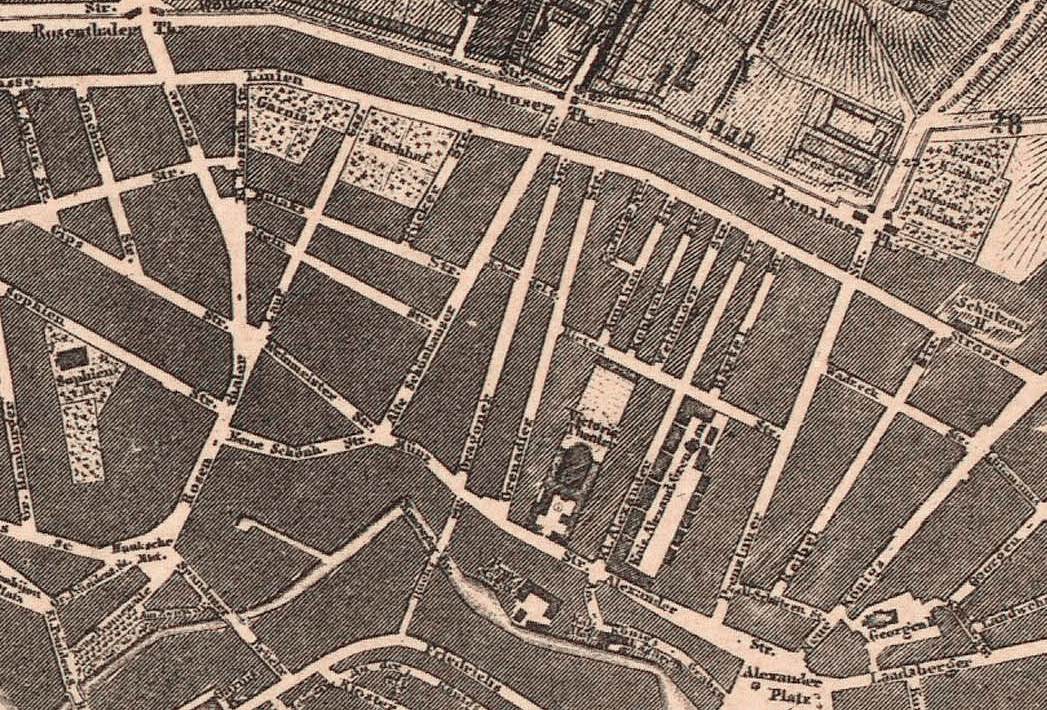
Stadtplan 1862, mit Alter Schönhauser Straße

Die Alte Schönhauser Straße befindet sich westlich des historischen Scheunenviertels und des Alexanderplatzes. Sie verläuft von der Torstraße im Norden bis zur Weinmeisterstraße und Münzstraße im Süden. Ihre Verlängerungen sind die Schönhauser Allee im Norden und die Neue Schönhauser Straße im Süden. Querstraßen sind die Schendelgasse im Osten und die Mulackstraße und die Steinstraße im Westen.

## Geschichte
Die Straße bestand wahrscheinlich schon im Mittelalter als Teil des Weges zwischen Berlin-Cölln und den Dörfern Niederschönhausen und Pankow.
Im 17. Jahrhundert hieß sie Steinweg nach Schönhausen, seit 1699 Pankower Straße.
In dieser Zeit hatte sie auch eine besondere Bedeutung als Verbindung vom Berliner Schloss zum neuen kurfürstlichen Schloss in Niederschönhausen.
Seit 1750 hieß sie Alte Schönhauser Straße, nachdem die Neue Schönhauser Straße (wahrscheinlich mit einem veränderten Verlauf) neu angelegt wurde.
In der Straße hatten vor allem Handwerker und kleinere Gewerbetreibende ihre Wohn- und Wirtschaftsgebäude. Unmittelbar östlich grenzte das Scheunenviertel mit einer armen, oft jüdischen Bewohnerschaft.
Im 19. Jahrhundert wurden die meisten Grundstücke mit größeren Mietshäusern bebaut. Auch in dieser Zeit wohnten, arbeiteten und handelten dort vor allem kleinere Gewerbetreibende.

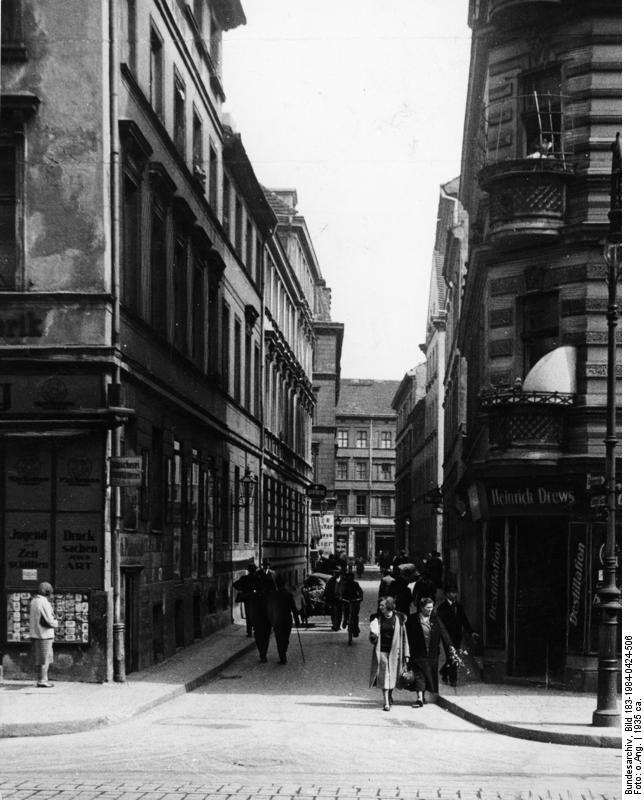
Blick in die Schendelgasse, 1932

Die Alte Schönhauser Straße wurde im Zweiten Weltkrieg nur wenig zerstört. So konnten die historischen Häuser danach weiter als Wohnhäuser genutzt werden, dazu gab es einige kleinere Geschäfte.
Spätestens seit den 1960er Jahren verlief der gesamte Straßenverkehr von Nordosten (Prenzlauer Allee, Greifswalder Allee, Leninallee / Landsberger Allee) zum Hackeschen Markt in die Innenstadt durch die Alte Schönhauser Straße.
Nach 1990 wurden alle Gebäude saniert. Seitdem befinden sich dort vor allem einige kleinere Geschäfte mit einem exklusiven Angebot an Mode und anderen Artikeln (wie auch in der Neuen Schönhauser Straße), sowie hochpreisige Wohnungen.
Um das Jahr 2010 wurden die Straßenbahnlinien in die neu geschaffene Trasse in der Karl-Liebknecht-Straße weiter zum Alexanderplatz verlegt.
Einige historische Gebäude stehen unter Denkmalschutz, meist als Teil des historischen Ensembles Spandauer Vorstadt.
Einige Stolpersteine erinnern an jüdische Bewohner, die in den 1940er Jahren von hier deportiert wurden.

## Einzelne Gebäude und Bewohner
In der Alten Schönhauser Straße standen nur Wohn- und Geschäftshäuser. Im 18. und 19. Jahrhundert gab es dort einige kleinere Brauereien, von denen die von Bötzow (Nr. 23/24) nach ihrer Verlegung auf den Windmühlenberg eine größere Bekanntheit erlangte.

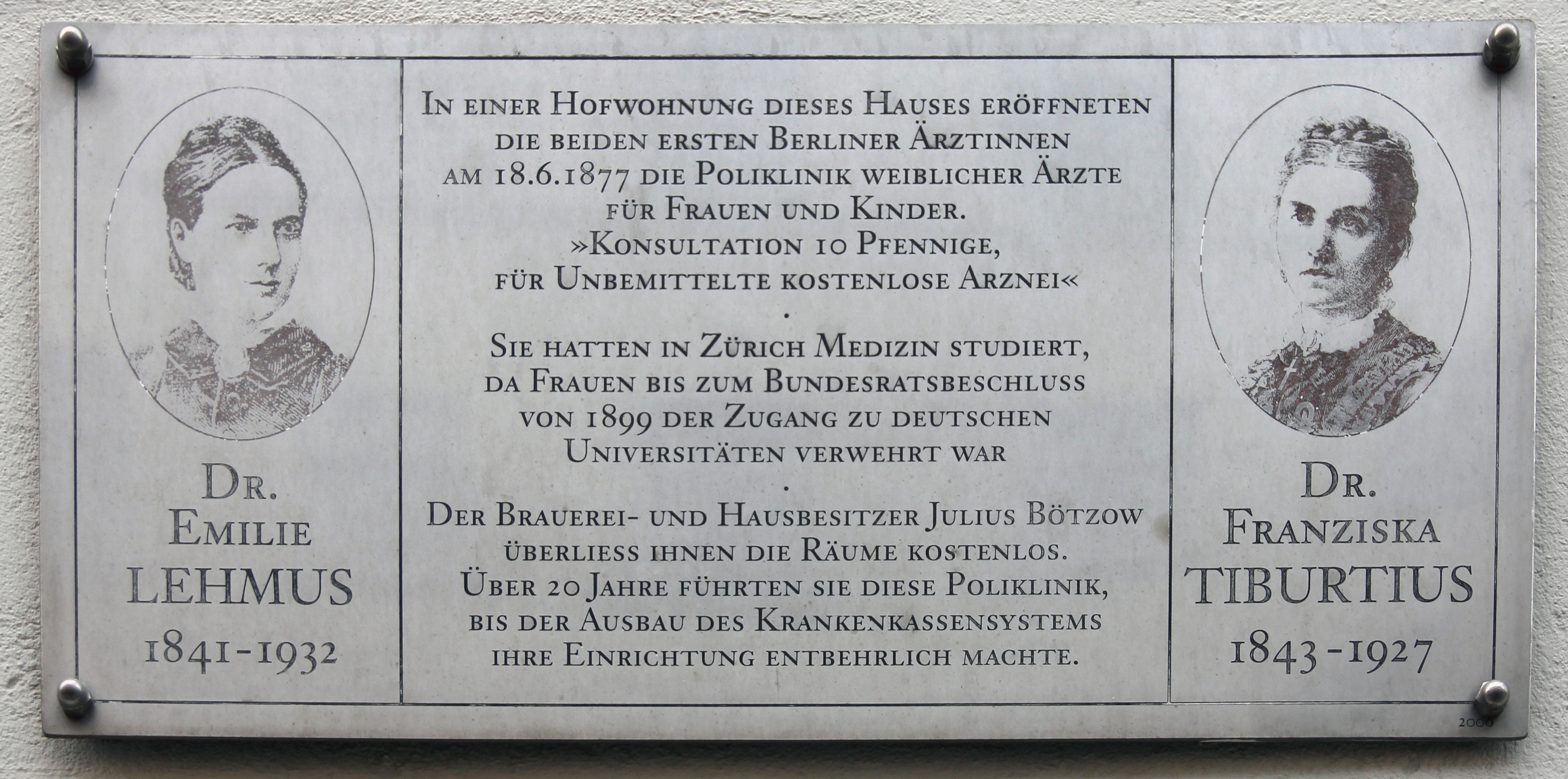
Gedenktafel für die Frauenpraxis in der Nr. 23/24

- Im Haus Nr. 23/24 befand sich von 1877 bis 1901 die erste Gemeinschaftspraxis von Ärztinnen im Deutschen Kaiserreich, die vor allem mittellose Frauen aus dem Scheunenviertel und angrenzenden Gegenden behandelten.

- Im Eckhaus Münzstraße 30/Alte Schönhauser Straße (31) befand sich das Lesecafé des Conditors J. Anthieny, in dem 1835 der 17-jährige Theodor Fontane viele Stunden die neuesten Literaturzeitschriften studieren konnte.[6]